# Velký Bor
Velký Bor (en allemand : Groß Bor, de 1939 à 1945 : Großheid) est une commune du district de Klatovy, dans la région de Plzeň, en République tchèque. Sa population s'élevait à 555 habitants en 2021.

## Géographie
Le village de Velký Bor se trouve à 5 km au nord de Horažďovice, à 30 km à l'est-sud-est de Klatovy, à 48 km au sud-est de Plzeň et à 96 km au sud-ouest de Prague.
La section principale de la commune est limitée par Olšany et Kvášňovice au nord, par Chanovice et Svéradice à l'est, par Horažďovice au sud et au sud-ouest, et par Pačejov et Maňovice à l'ouest. Le quartier de Slivonice constitue une exclave à l'est de la section principale ; elle est limitée par Slatina au nord, par Čečelovice au nord et à l'est, par Mečichov au sud, et par Horažďovice et Svéradice à l'ouest.

## Histoire
La première mention écrite du village date de 1283.

## Administration
La commune se compose de trois sections :
- Velký Bor
- Jetenovice
- Slivonice

## Galerie

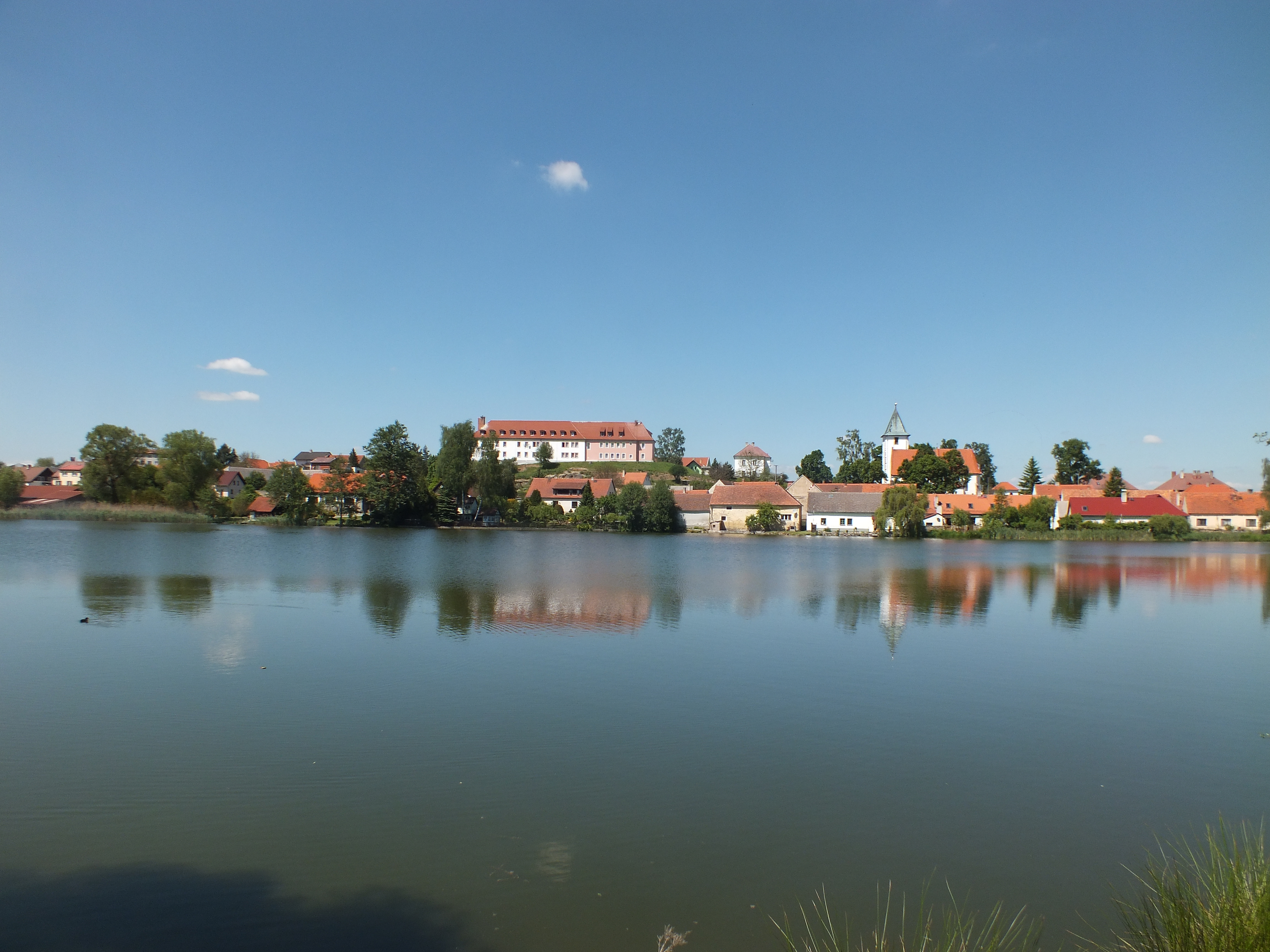
Étang de Velký Bor.
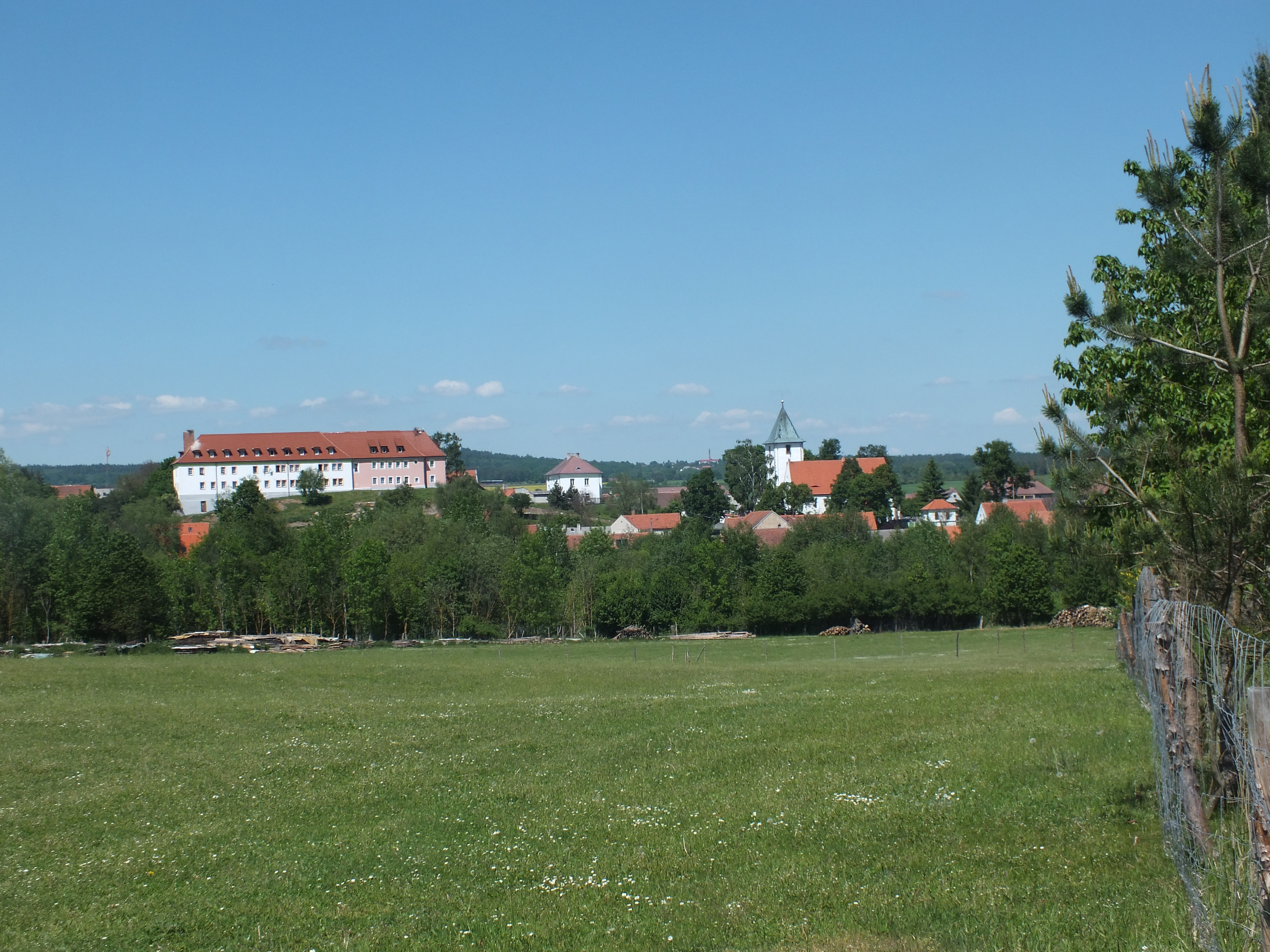
Vue générale.

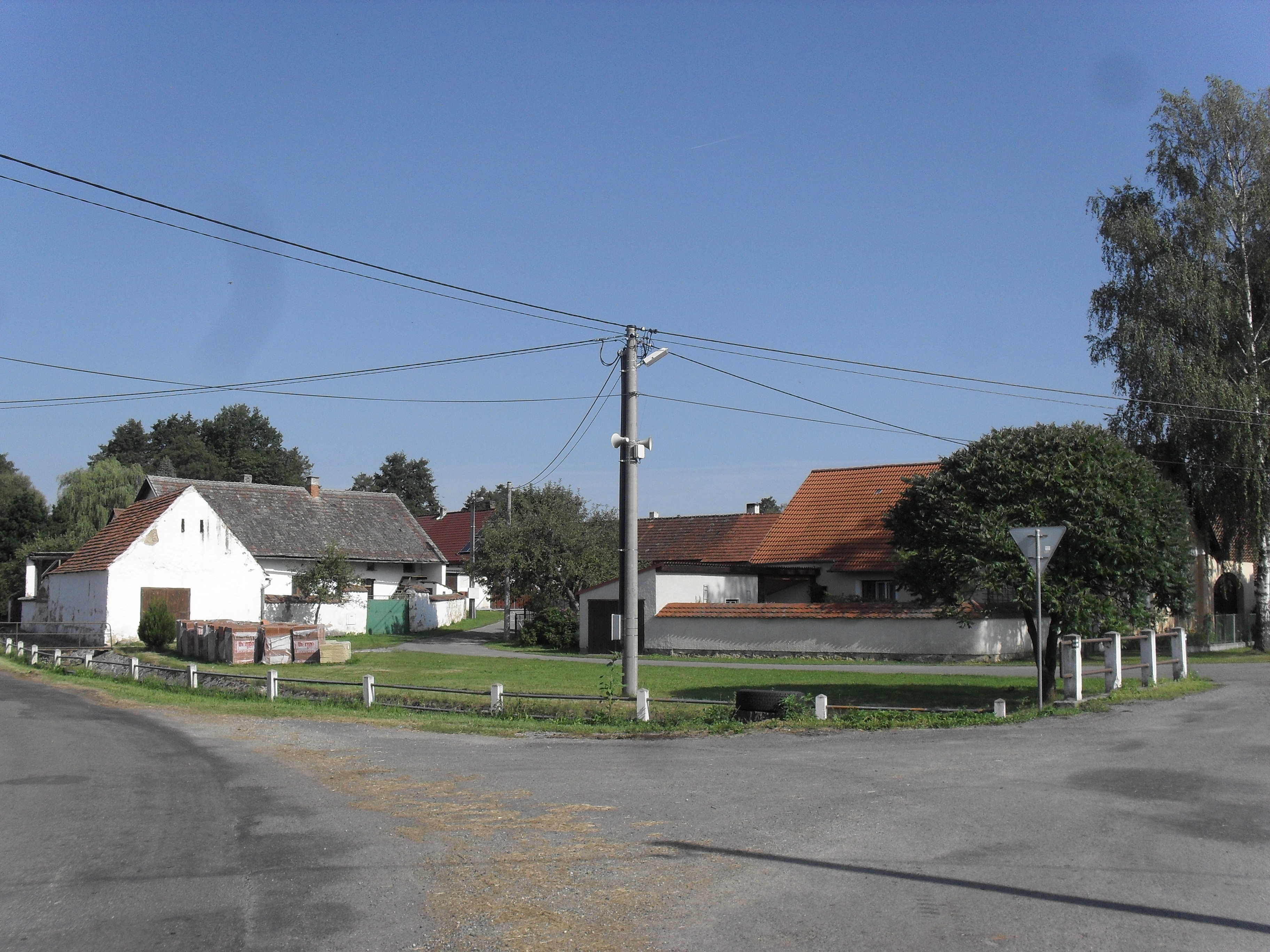
Jetenovice.
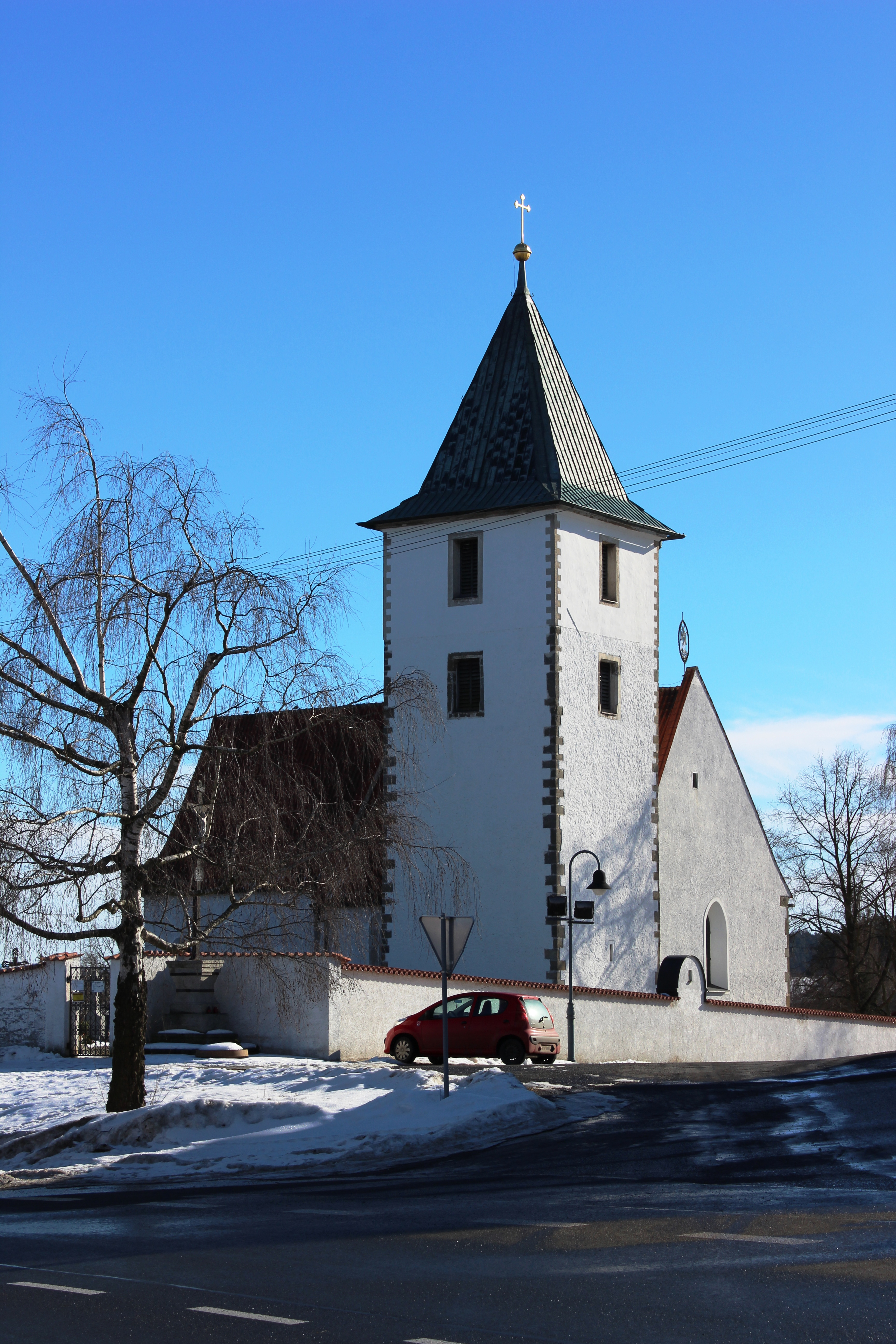
Église Saint-Jean Baptiste.
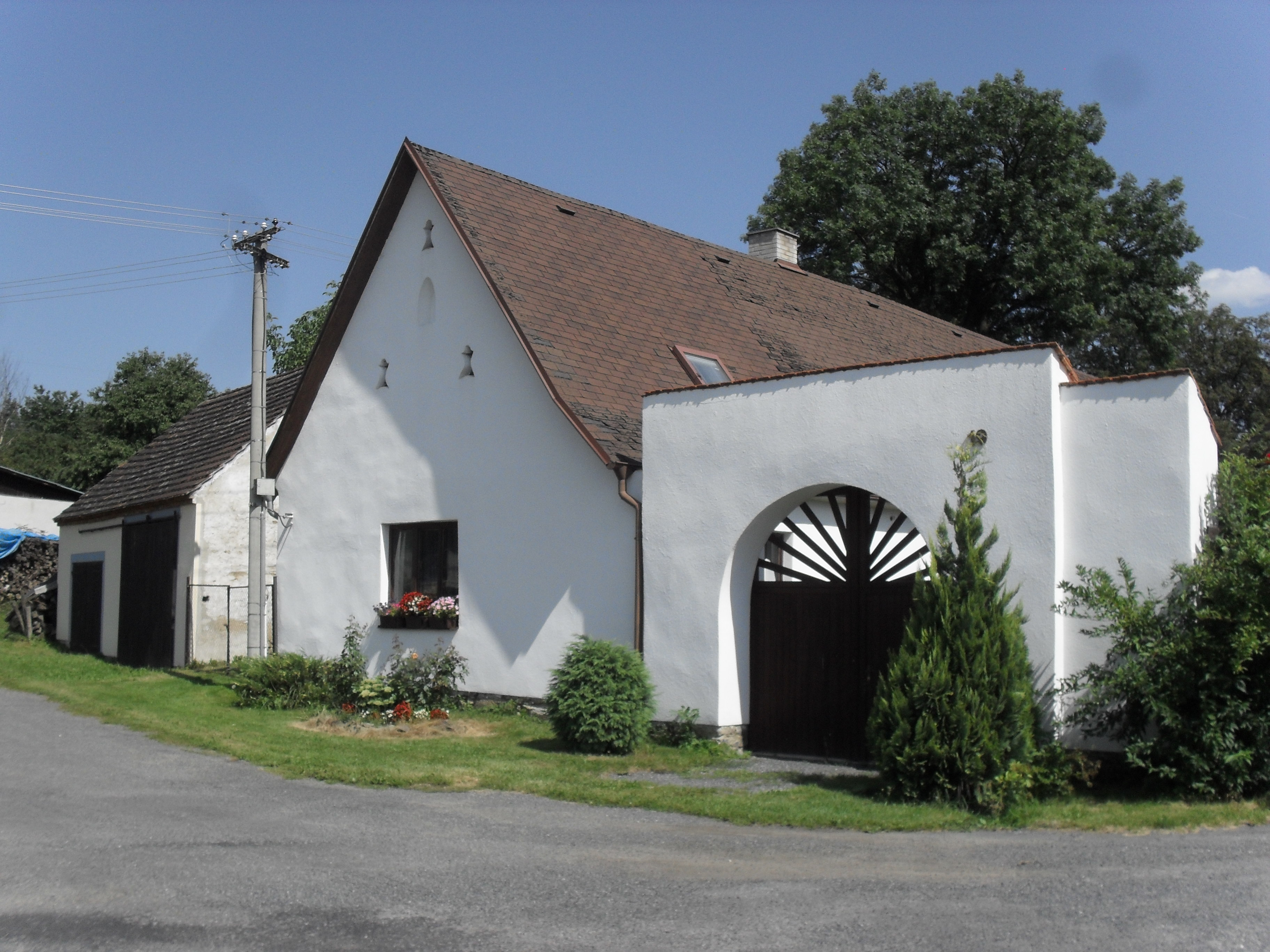
Maison à Slivonice.

## Transports
Par la route, Velký Bor se trouve à 5 km de Horažďovice, à 35 km de Klatovy, à 56 km de Plzeň et à 109 km de Prague.